# Misericordia Dei

Wappen Johannes Pauls II.

Misericordia Dei (lat.: Die Barmherzigkeit Gottes) ist der Titel eines  Apostolisches Schreibens als „Motu Proprio“. Es trägt den Untertitel: „Über einige Aspekte der Feier des Sakramentes der Buße“ und wurde am 7. April 2002 von Papst Johannes Paul II. promulgiert.

## Über das persönliche Bußsakrament
„Durch die Barmherzigkeit Gottes, des Vaters, der versöhnt, hat das Wort Fleisch angenommen im reinen Schoß der seligen Jungfrau Maria, um »sein Volk von seinen Sünden« zu erlösen (Mt 1,21 ) und ihm »den Weg des ewigen Heiles« zu erschließen.“ Mit diesen Worten beginnt Papst Johannes Paul II. seine Motu Proprio und konkretisiert im Folgenden einige Gesichtspunkte zur Praxis des Sakraments der Buße. Im  theogischen,  pastoralen und  kirchenrechtlichen Ansatz unterstreicht er den personalen Charakter des Sakraments. Der Papst erklärt, dass Gott den Menschen nicht in seiner  gesellschaftlichen Gesamtheit, sondern immer als eine Persönlichkeit betrachte. Daraus könne geschlussfolgert werden, dass auch nur das persönliche Bekenntnis zur persönlichen Vergebung führen kann. Eine „kollektive Lossprechung“ darf nur in Notfällen erfolgen.

## Über das Nachlassen in der Kirche
Johannes Paul II. bedauert die Vernachlässigung der persönlichen Buße und beklagt einen gewissen Missbrauch der Feier des Sakraments, der in einigen „Teilen der  Kirche zum Verschwinden dieses Sakraments“ beigetragen habe. In diesem Zusammenhang verweist der Papst auf das nachsynodale Apostolische Schreiben „Reconciliatio et paenitentia“ von 1984 und zieht die Formen der Sakramentenspendung nochmals in seine Überlegungen ein. Dabei verweist er auf die Bibelstelle, in der es heißt: „Wie kann dieser Mensch so reden? Er lästert Gott! Wer kann Sünden vergeben außer Gott allein?“ (Mk 2,7 )
Der Papst bringt zum Ausdruck, dass nur Gott allein Sünden verzeihen kann. Er skizziert den langen Weg der Entwicklung der Sakramente, der nach dem Konzil von Trient begann. Hier – so fügt er an – hat ebenfalls die kirchliche Lehre über das Bußsakrament in ihren Ursprung. Als Ergebnis dieser Überlegungen erteilt der Papst der so genannten „ Generalabsolution“, mit einigen Ausnahmefällen, eine Absage. Er gibt genaue Anweisungen, nach denen bei Einzelfällen und Ausnahmen von den Bischöfen vorzugehen ist.